# 파우지아
포지아(Faouzia, 2000년 7월 5일 ~ )는 캐나다, 모로코의 싱어송라이터이다.

## 음반 목록

### EP
- Stripped (2020)
- Citizens (2022)